# Spring Garden (Kalifornija)
Spring Garden je naseljeno područje za statističke svrhe u američkoj saveznoj državi Kalifornija. Prema popisu stanovništva iz 2010. u njemu je živjelo 16 stanovnika.